# Gray (unité)
Pour les articles homonymes, voir Gray.
Le gray (symbole Gy) est l'unité dérivée de dose absorbée du Système international (SI) d'unités. 
Un gray représente l'énergie d'un rayonnement ionisant apportant une énergie d'un joule à un milieu homogène d'une masse d'un kilogramme :
{\displaystyle 1\;\mathrm {Gy} =1\;{\frac {\mathrm {J} }{\mathrm {kg} }}=1\;\mathrm {m} ^{2}\cdot \mathrm {s} ^{-2}}
Le gray est notamment utilisé pour apprécier les effets déterministes de fortes irradiations sur l'humain. Quand on veut évaluer les effets stochastiques de faibles doses, ou les effets d'une irradiation sur les animaux, on utilise une autre unité dérivée, le sievert, de même dimension.
Dans le domaine médical, le gray définit la dose absolue d'irradiation subie par sievert. On obtient donc une approche plus objective de l'irradiation sur des organismes vivants.

## Danger
| Dose     | Effets |
| -------- | --- |
| 1 000 Gy | Ordre de grandeur des doses nécessaires pour chauffer la matière : il faut 4,18 kJ/kg (une calorie par gramme) pour élever la température de l'eau de 1 °C, soit 4,18 kGy. |
| 20 Gy    | Pour une dose supérieure à 20 Gy, on observe un syndrome nerveux avec convulsions, coma et mort instantanée. Toutefois, ces accidents étant extrêmement rares, les descriptions cliniques ne peuvent être établies totalement par l'épidémiologie. |
| 10 Gy    | Pour une dose globale supérieure à 8 Gy, on observe un syndrome gastro-intestinal avec diarrhées aiguës et hémorragie digestive menant à la mort. La mort est pratiquement certaine pour des doses supérieures à 10 Gy. C'est également la dose maximale reçue par certains liquidateurs de Tchernobyl. Des expositions locales sont cependant utilisées en radiothérapie : à titre indicatif, 12 Gy est la dose qui peut être administrée pour soigner les leucémies en détruisant la moelle osseuse juste avant une greffe. Une dose de 9,4 Gy a été évaluée sur la mandibule d'une victime de la bombe d'Hiroshima située à plus de 1 200 m de l'explosion. |
| 5 Gy     | On définit la dose létale 50 comme étant la dose tuant 50 % des sujets exposés au rayonnement ionisant si aucun traitement n'est administré. La mort est alors accompagnée d'un syndrome hématologique s'étalant sur une trentaine de jours. Pour l'humain, cette valeur se situe dans un intervalle de 3 à 4,5 Gy. |
| 2 Gy     | Pour une dose de 2 à 4 Gy, on observe en pratique clinique un syndrome hématopoïétique. Les populations de lymphocytes et globules blancs diminuent considérablement. On parle de lymphopénie, leucopénie et l'irradiation peut mener à une anémie. |
| 1 Gy     | La personne présente des signes cliniques dus aux irradiations, dénommé le « mal des rayons », à partir d'une dose unique équivalente à 1 Gy. Le patient est alors systématiquement hospitalisé. |
| 0,5 Gy   | L'observation des liquidateurs de Tchernobyl a révélé une morbidité anormalement élevée sans signe clinique spécifiquement lié à l'irradiation, suggérant un syndrome d’immunodéficience radio-induit[réf. nécessaire]. Par ailleurs, d'après une étude américaine sur les survivants d'Hiroshima[réf. nécessaire], le risque de mortalité s'élève de 14 % par Gray dans les trente années suivant la radio-exposition, avec un seuil de 0,5 Gy. Ce chiffre de 15 % n'est applicable que pour les irradiations significatives sur des périodes courtes. Selon ce même rapport, « d'après les derniers chiffres disponibles (octobre 2003) du suivi des survivants des bombes atomiques japonaises, environ 5 % des 9 335 décès faisant suite à un cancer sont imputables aux radiations et 0,8 % des 31 881 décès non liés à un cancer sont imputables aux radiations, ce qui est cohérent avec les autres publications citées ». |
| 0,2 Gy   | Le terme « faible » dose définit toute dose pour laquelle un effet biologique ne peut être décelé, en raison des limites de sensibilité des techniques actuellement[Quand ?] disponibles. Des seuils de sensibilité de 2 cGy pour la détection d'une augmentation de la fréquence d'aberrations chromosomiques et de 20 cGy pour celle du risque de cancer ont été retenus, au coût d'une analyse extensive de cas et ce par plusieurs équipes.[réf. nécessaire] |
| 0,1 Gy   | L'étude des victimes de Hiroshima et Nagasaki n'a pas révélé de risque statistiquement significatif de cancers pour des doses aux organes inférieures à 0,1 Gy[réf. nécessaire]. Au-dessus, on estime que le risque de développer un cancer mortel pour ce type d'irradiation (en une exposition uniforme de très courte durée) est de 0,05 par gray. Ce chiffre est précisé dans la CIPR 103, p. 206, où la mortalité induite par cancer varie de 414 à 503 pour 10 000 (environ 4 à 5 %) selon les études citées. |

## Origine
Le gray a été nommé en l'honneur de Louis Harold Gray (1905-1965). 
L'adoption de cette unité a été proposée en 1974 par la Commission internationale des unités et mesures radiologiques;  cette proposition a été entérinée en 1975 par la Conférence générale des poids et mesures,.
Le gray est 100 fois plus grand que l'ancienne unité qu'il a remplacée, le rad : 1 Gy = 100 rad.

## Sous-multiples
Un gray délivré à l'ensemble du corps (dose corps-entier) correspond à une dose absorbée très élevée : une telle irradiation, délivrée en une seule fois, est le seuil d'apparition du syndrome d'irradiation aiguë, aussi appelé mal des rayons. On l'utilise donc pour exprimer des doses élevées, par exemple en radiothérapie.
Pour d'autres applications, cette unité est trop élevée, et on préfère utiliser ses sous-multiples :
- le nanogray (nGy), plus adapté aux très faibles doses, dans les calculs d'exposition environnementale (généralement exprimée en nGy/h) ;
- le milligray (mGy), plus adapté aux faibles doses, en radiologie, radioprotection, etc. ;
- le centigray (cGy), utilisé aux États-Unis car simplifiant la transition à partir du rad, puisqu'on a directement 1 rad = 1 cGy.

Il existe des calculateurs d'exposition et tables de conversion entre unités, intégrant notamment le gray.